# Pakistan Telecommunication Authority
Die Pakistan Telecommunication Authority (PTA), Urdu پاکستان ٹیلی کام اتھارٹی, deutsch „Pakistanische Telekommunikationsbehörde“ ist die Regulierungsbehörde Pakistans, die für den Aufbau, den Betrieb und die Wartung von Telekommunikationssystemen sowie die Bereitstellung von Telekommunikationsdiensten in Pakistan verantwortlich ist.
Die PTA hat ihren Hauptsitz in Islamabad. Darüber hinaus verfügt sie über Regionalbüros in Gilgit, Karatschi, Lahore, Multan, Muzaffarabad, Peschawar, Quetta und Rawalpindi. Deutsches Pendant zur PTA ist die Bundesnetzagentur (BNetzA).